# Giuseppe Orlandoni
Giuseppe Orlandoni (Castelfidardo, 12 marzo 1939) è un vescovo cattolico italiano, dal 17 ottobre 2015 vescovo emerito di Senigallia.

## Biografia
Nasce a Castelfidardo, in provincia di Ancona e allora nella diocesi di Recanati, il 12 marzo 1939. Il giorno seguente riceve il battesimo.

### Formazione e ministero sacerdotale
Frequenta l'Almo collegio Capranica a Roma.
Il 20 dicembre 1964 è ordinato suddiacono, il 4 aprile 1965 diacono, mentre l'11 settembre presbitero dal vescovo Emilio Baroncelli per la diocesi di Recanati.
Ottiene il baccellierato in Filosofia e la licenza in Scienze Sociali. Si laurea in Teologia e in Sociologia. È docente di Sociologia e di Pastorale all'Istituto Teologico Marchigiano e docente di Sociologia all'Accademia Alfonsiana di Roma.

### Ministero episcopale
Il 21 gennaio 1997 papa Giovanni Paolo II lo nomina vescovo di Senigallia; succede ad Odo Fusi Pecci, ritiratosi per raggiunti limiti di età. Il 5 aprile successivo riceve l'ordinazione episcopale, nella cattedrale di San Giuliano a Macerata, dal cardinale Ersilio Tonini, co-consacranti i vescovi Luigi Conti (poi arcivescovo) ed Odo Fusi Pecci. Il 13 aprile prende possesso della diocesi.
Celebra il sinodo diocesano.
Con decreto del 6 luglio 2013 istituisce in diocesi le unità pastorali, suddivise nelle nuove vicarie di Senigallia, Ostra-Arcevia, Mondolfo-Corinaldo e Chiaravalle, e nomina i rispettivi coordinatori e vicari.
In seno alla Conferenza Episcopale Italiana è stato membro della Commissione episcopale per i problemi sociali e il lavoro, la giustizia e la pace e della commissione per le migrazioni.
Il 17 ottobre 2015 papa Francesco accoglie la sua rinuncia, presentata per raggiunti limiti d'età; gli succede Francesco Manenti, fino ad allora vicario generale di Crema. Rimane amministratore apostolico della diocesi fino all'ingresso del successore, avvenuto il 10 gennaio 2016.

## Genealogia episcopale e successione apostolica
La genealogia episcopale è:
- Cardinale Scipione Rebiba
- Cardinale Giulio Antonio Santori
- Cardinale Girolamo Bernerio, O.P.
- Arcivescovo Galeazzo Sanvitale
- Cardinale Ludovico Ludovisi
- Cardinale Luigi Caetani
- Cardinale Ulderico Carpegna
- Cardinale Paluzzo Paluzzi Altieri degli Albertoni
- Papa Benedetto XIII
- Papa Benedetto XIV
- Papa Clemente XIII
- Cardinale Marcantonio Colonna
- Cardinale Giacinto Sigismondo Gerdil, B.
- Cardinale Giulio Maria della Somaglia
- Cardinale Carlo Odescalchi, S.I.
- Cardinale Costantino Patrizi Naro
- Cardinale Lucido Maria Parocchi
- Papa Pio X
- Papa Benedetto XV
- Arcivescovo Ersilio Menzani
- Arcivescovo Umberto Malchiodi
- Cardinale Ersilio Tonini
- Vescovo Giuseppe Orlandoni

La successione apostolica è:
- Vescovo Gerardo Rocconi (2006)

## Opere
- Giuseppe Orlandoni, Il problema del superfluo nella società di oggi: prospettive alla luce della Populorum progressio, Roma, Città Nuova, 1971, ISBN non esistente.
- Giuseppe Orlandoni, Il superfluo nella populorum progressio: verso una nuova impostazione del problema?, Roma, Pontificia Università Lateranense, 1971, ISBN non esistente.
- Giuseppe Orlandoni, L'omelia: monologo o dialogo? La predicazione alla luce della sociologia della comunicazione, Milano, Paoline, 1977, ISBN non esistente.
- Giuseppe Orlandoni, Sociologia della religione, Roma, Istituto di teologia per corrispondenza del Centro Ut unum sint, 1979, ISBN non esistente.
- Giuseppe Orlandoni, Impatto con un popolo: ricchezza della popolazione zambiana, in Frati minori conventuali delle Marche (a cura di), La Chiesa cattolica di Zambia tra passato e futuro: simposio di studio per il 50º di presenza dei Frati minori conventuali in Zambia (Africa), Ancona, Curia provinciale Frati minori conventuali, 1980, ISBN non esistente.
- Giuseppe Orlandoni, Benedetto Testa, La religiosità dei giovani: ricerca tra gli studenti medio-superiori del maceratese, Roma, Coletti, 1981, ISBN non esistente, BNI 83-2088.